# Kawasaki Type 92
«Винищувач Тип 92» (яп. 九二式戦闘機, Кю: ні-шікі Сенто: кі), або часто Кавасакі Тип 92 (англ. Kawasaki Type 92) — легкий одномоторний винищувач-біплан Імперської армії Японії, сконструйований німецьким авіаконструктором Ріхардом Фогтом в співпраці з Kawasaki.

## Дизайн і виробництво

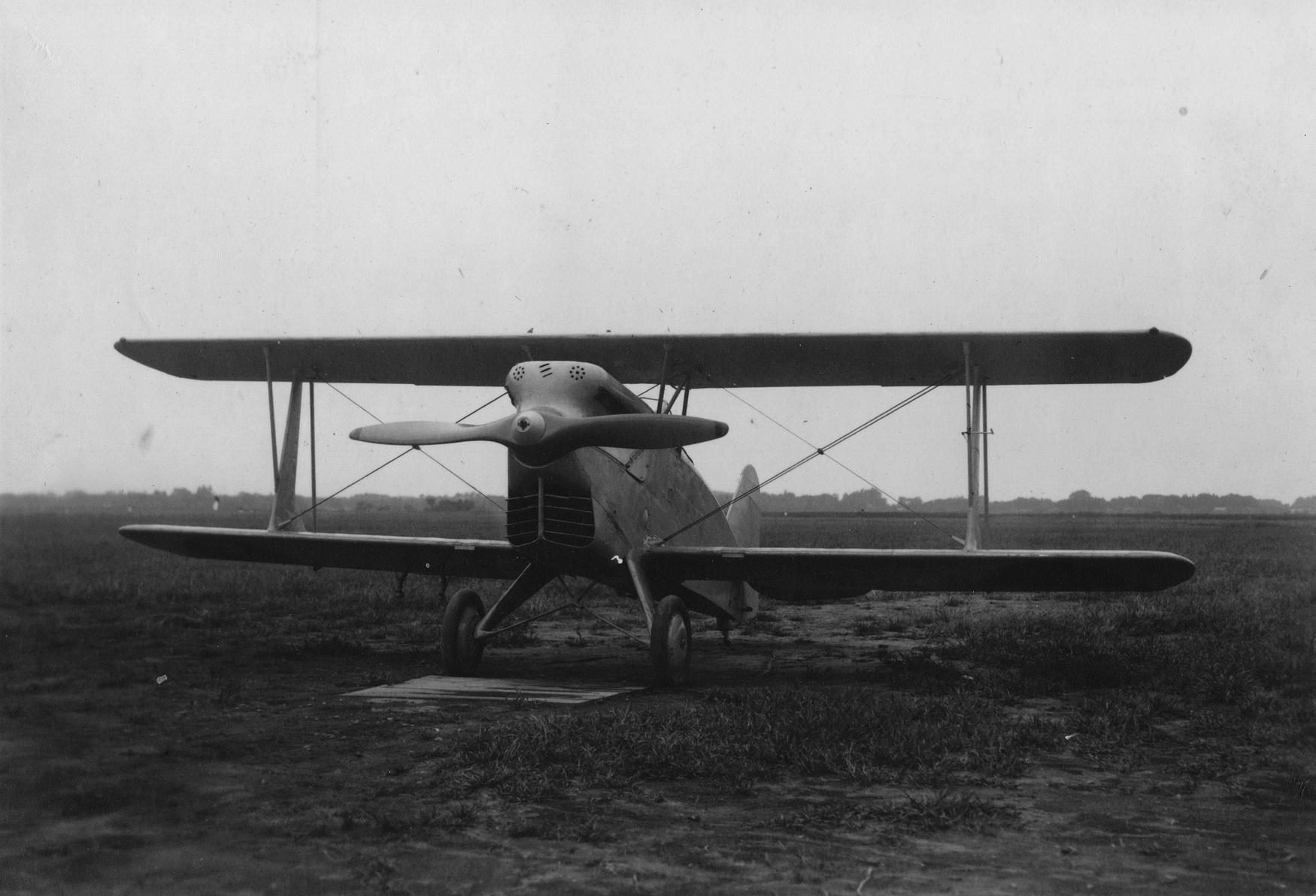
«Винищувач тип 92»

Не зважаючи на невдачу з винищувачем-монопланом KDA-3, який не вразив армію, компанія Kawasaki продовжила роботу над дизайном нового винищувача. Розробка проєкту легкого біплана оснащеного двигуном Kawasaki-BMW VI з внутрішнім позначенням KDA-5 (англ. KDA-5, від Kawasaki Dockyard, Army) почалася в червні 1929 року, і завершилась в квітні 1930 року. Головним інженером був запрошений німецький інженер Ріхард Фогт, а його асистентом став Такео Дої. Особливу увагу було приділено зменшенню ваги літака.
Перший прототип було завершено в липні 1930 року, і він відрізнявся складною але легкою схемою стійок між крилами, комбінацією тканинного і металевого покриття. Також Kawasaki вперше використали аеродинамічний профіль крила NACA M-12.
Під час фабричних випробувань в Какаміґахарі в липні 1930 року він досяг швидкості 320 км/год, ставши найшвидшим японським літаком того часу. 4 листопада KDA-5 також постав японський рекорд висоти польоту піднявшись до 10 км, що також було світовим рекордом для винищувачів. Проте під час одного з тестів відбулося займання літака і прототип було втрачено.
Другий і третій прототипи були завершені в січні і березні 1931 року, і на них усунули деякі недоліки які були виявлені під час випробувань першого літака. 22 січня 1931 року другий KDA-5 досяг швидкості 334 км/год, що зацікавило армію. Армійські випробування третього прототипу тривали з квітня по червень 1931 року. Під час них виявили, що передня стійка між крилами не витримувала різких піке і мала бути вдосконалена, але в цілому літак задовільняв вимоги армії, яка якраз почала інтервенцію в Маньчжурію і розширювалась. В січні 1932 року армія видала замовлення на серійне виробництво і KDA-5 був прийнятий на озброєння під позначенням «Винищувач тип 92» (яп. 九二式戦闘機, Кю: ні-шікі Сенто: кі).
До початку серійного виробництва Kawasaki виготовили ще два прототипи з іншими двигунами, радіаторами і деяким іншим обладнанням, які використовували для випробувань. Серійне виробництво почалось відразу і в 1932 році було побудовано 180 «Тип 92». З січня 1933 року наладилось серійне виробництво потужніших двигунів Kawasaki-BMW VII, і «Тип 92» модифікували для використання цього двигуна. Kawasaki розрізняли літаки, як «Тип 92-1» і «Тип 92-2», але японська армія не використовувала окремі позначення для моделей. В 1933 році було виготовлено ще 200 літаків «Тип 92-2».

## Модифікації
- KDA-5 — перші п'ять прототипів
- Тип 92 модель 1 — серійний варіант, з невеликими змінами до кіля і сидіння пілота. 180 побудовано.
- Тип 92 модель 2 — покращений варіант з двигуном Kawasaki-BMW VII потужністю 750 к.с. і посиленим фюзеляжем

## Історія використання
«Тип 92» мав значно кращу швидкопідйомність і швидкість ніж прийнятий на озброєння Nakajima Type 91, але пілоти його недолюблювали через погану керованість під час посадки і зльоту. Також «Тип 92» був важким в обслуговуванні, особливо взимку. Не зважаючи на це він активно використовувався в Маньчжурії і північному Китаї з 1932 по 1935 роки. Досвід отриманий з виготовлення і використанні літака був використаний для створення значно надійнішого винищувача K-10.

## Тактико-технічні характеристики
Дані з Japanese Aircraft 1910—1941

### Технічні характеристики
- Екіпаж: 1 особа
- Довжина: 7,05 м
- Висота: 3,1 м
- Розмах крил: 9,55 м
- Площа крил: 24 м²
- Маса пустого: 1280 кг
- Маса спорядженого: 1700 кг
- Навантаження на крило: 70,8 кг/м²

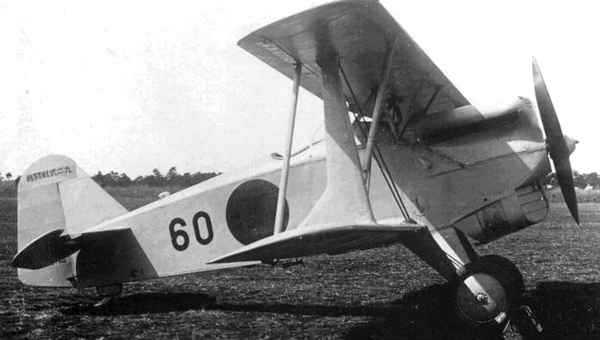
«Тип 92» вигляд збоку.

- Двигун: 12-циліндровий V-подібний Kawasaki BMW VI водяного охолодження
- Потужність: 500 к. с.
- Гвинт: дволопатевий дерев'яний гвинт
- Питома потужність: 3,4 кг/к.с.

### Льотні характеристики
- Максимальна швидкість: 320 км/год
- Час набору висоти 5000 м: 8 хвилин
- Максимальна висота: 9500 м

### Озброєння
- Стрілецьке:
  - 2 × 7,7-мм курсові кулемети

## Виноски
1. ↑  KDA-4 міг бути пропущений через японські забобони, оскільки японською слово чотири (яп. 四, ші) читається так само як смерть (яп. 死, ші)[1]